# Bulworth - Il senatore
Bulworth - Il senatore (Bulworth) è un film del 1998 diretto da Warren Beatty.

## Trama
Durante la campagna delle elezioni primarie della California, il presidente degli Stati Uniti Bill Clinton ha fatto una corsa senza avversari nel Partito Democratico: Bob Dole si è assicurato la candidatura per i Repubblicani. Il senatore in carica Jay Bulworth sta tenendo a freno un possibile rivale.
Bulworth non mangia e non dorme da diversi giorni. Soffre di un forte esaurimento nervoso. Architetta quindi il proprio suicidio ingaggiando un killer su commissione che lo dovrà eliminare nel corso del fine settimana di chiusura della campagna elettorale. L'uccisione avverrà quando si sarà garantita una forte copertura assicurativa da destinare alla figlia.
Ma il progetto produce due inaspettati esiti: da una parte il senatore può permettersi di parlare senza peli sulla lingua; dall'altra incontra Nina, una bellissima attivista politica afroamericana.
Trovata una nuova ragione di vivere, ora Bulworth deve tentare in ogni modo di "annullare il suo contratto". Quello che Bulworth non può ancora sapere è che il killer assoldato dal committente è in realtà Nina, a cui servivano diecimila dollari per saldare un debito del fratello.
L'uomo a cui il fratello di Nina deve dei soldi, L.D., aiuta un gruppo di ragazzini del suo quartiere che spacciano droga per lui. Bulworth si rifugia a casa di Nina e con un abbigliamento "metropolitano" preso in prestito da uno dei fratelli di Nina, va in strada e difende i ragazzi di L.D.
Tornato agli studio televisivi per il dibattito con il suo concorrente scopre che l'uomo che lo perseguitava è in realtà un giornalista e dopo una delle sue orazioni rappate di pochi minuti su un canale televisivo nazionale si rifugia a casa di Nina dove scopre che lei avrebbe dovuto ucciderlo. L.D. smette di perseguitare il fratello convertendo il suo debito in lavoro.
Dopo aver dormito per tre giorni a casa di Nina ricompare alla vigilia delle elezioni e scopre che è stato votato da moltissimi, contro ogni previsione. Nella folla di giornalisti che nel frattempo avevano circondato la casa in cui si trovava, Bulworth bacia Nina e viene poi ucciso con un colpo d'arma da fuoco al cuore.